# Karang Anyar Pal VIII
Karang Anyar Pal VIII is een bestuurslaag in het regentschap Rejang Lebong van de provincie Bengkulu, Indonesië. Karang Anyar Pal VIII telt 1526 inwoners (volkstelling 2010).